# Kirchenfenster St-Pierre (Bouvines)

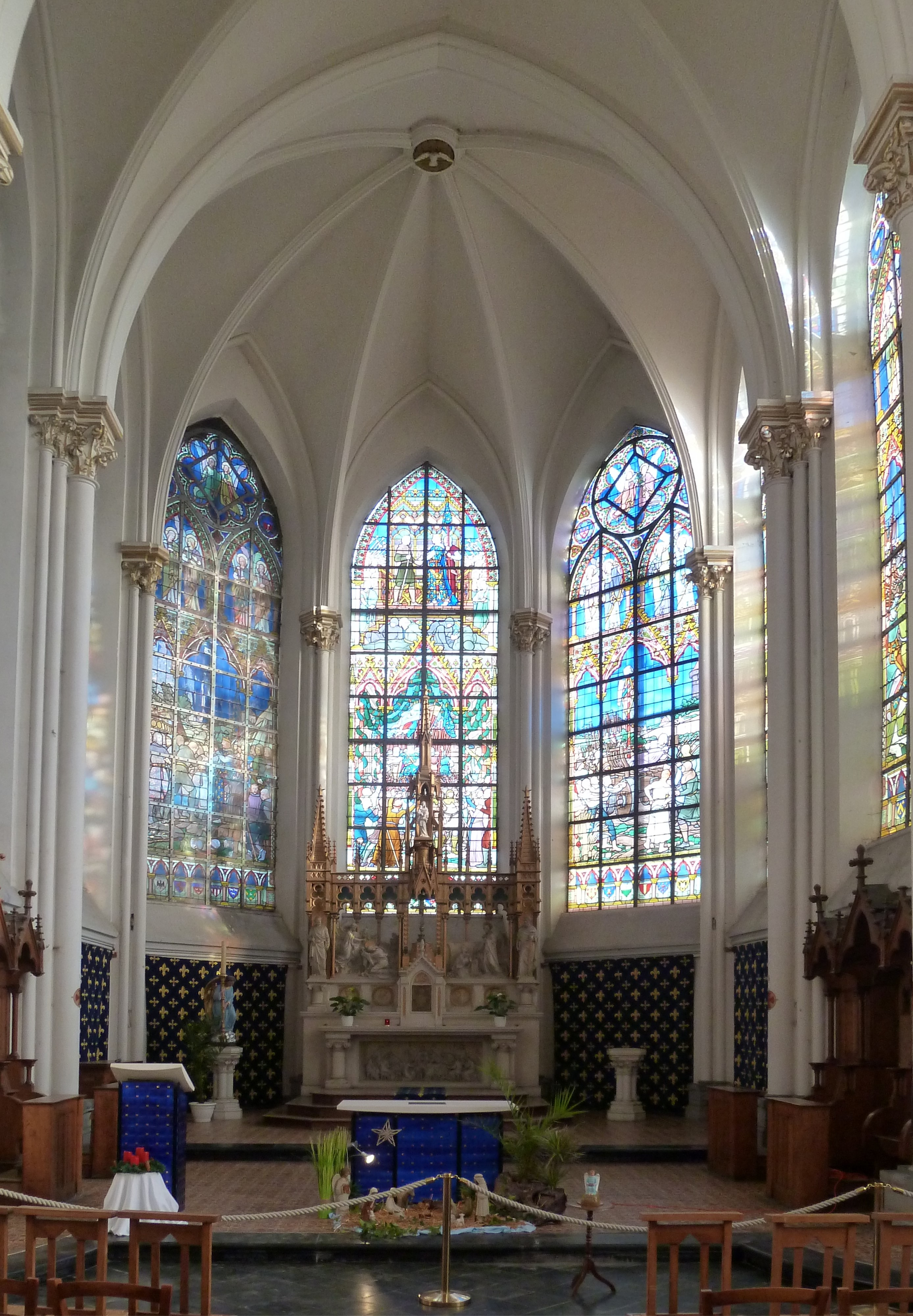
Chor der Kirche St-Pierre in Bouvines

Die Kirchenfenster in der katholischen Pfarrkirche St-Pierre in Bouvines, einer französischen Gemeinde im Département Nord in der Region Hauts-de-France, wurden zwischen 1889 und 1906 geschaffen. Die 21 Bleiglasfenster mit dem Thema der Schlacht bei Bouvines, die im Jahr 1214 stattfand, wurden im Jahr 1973 als Monument historique in die Liste der denkmalgeschützten Objekte (Base Palissy) in Frankreich aufgenommen.
Der Bürgermeister von Bouvines, Félix Dehau, setzte sich für den Bau der Kirche, die in den Jahren 1880 bis 1885 errichtet wurde, und die Herstellung der Fenster ein. Das wichtigste Ereignis in der Geschichte von Bouvines sollte dadurch besonders gewürdigt werden. Die Fenster kosteten fünfmal so viel wie der gesamte Kirchenbau.

## Beschreibung
Die acht Meter hohen und 3,20 Meter breiten Kirchenfenster wurden in der Werkstatt der Brüder Charles Champigneulle und Emmanuel Champigneulle nach Kartons von Pierre Fritel geschaffen.
Jedes Fenster ist dreiteilig gegliedert: Am unteren Rand sind die Wappen der an der Schlacht beteiligten Adelsfamilien zu sehen. In der Mitte werden die Vorbereitung und der Verlauf der Schlacht dargestellt und mit einer Textzeile kommentiert. Darüber sind Engel zu sehen. Die Fenster haben einen Rahmen in Form einer neugotischen Architektur. 

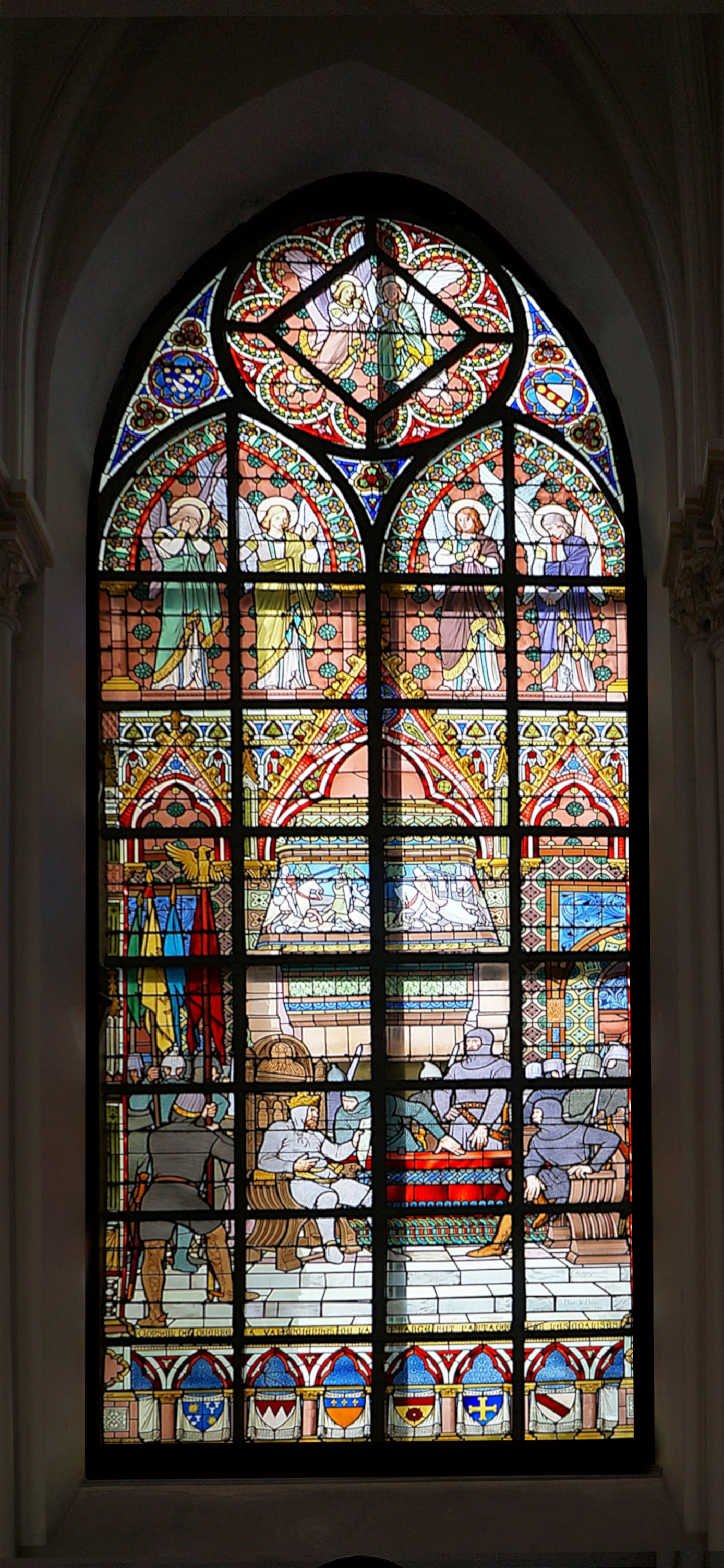
Fenster 1: Kriegsrat in Valenciennes mit dem französischen König Philipp II.
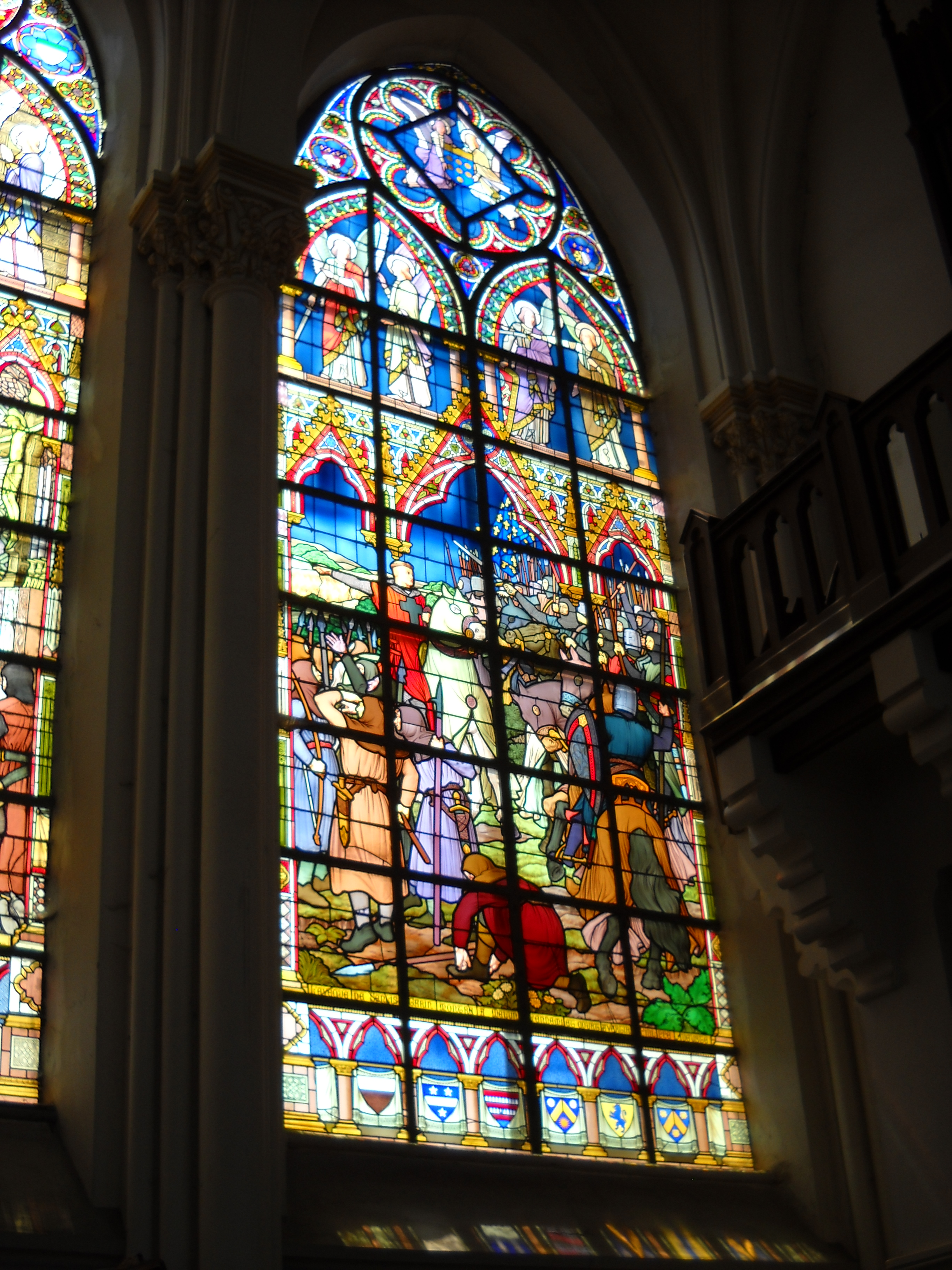
Fenster 2: Guérin, Kanzler und Bischof von Senlis, zeigt dem Herzog Adam II. von Melun das Herannahen des Feindes
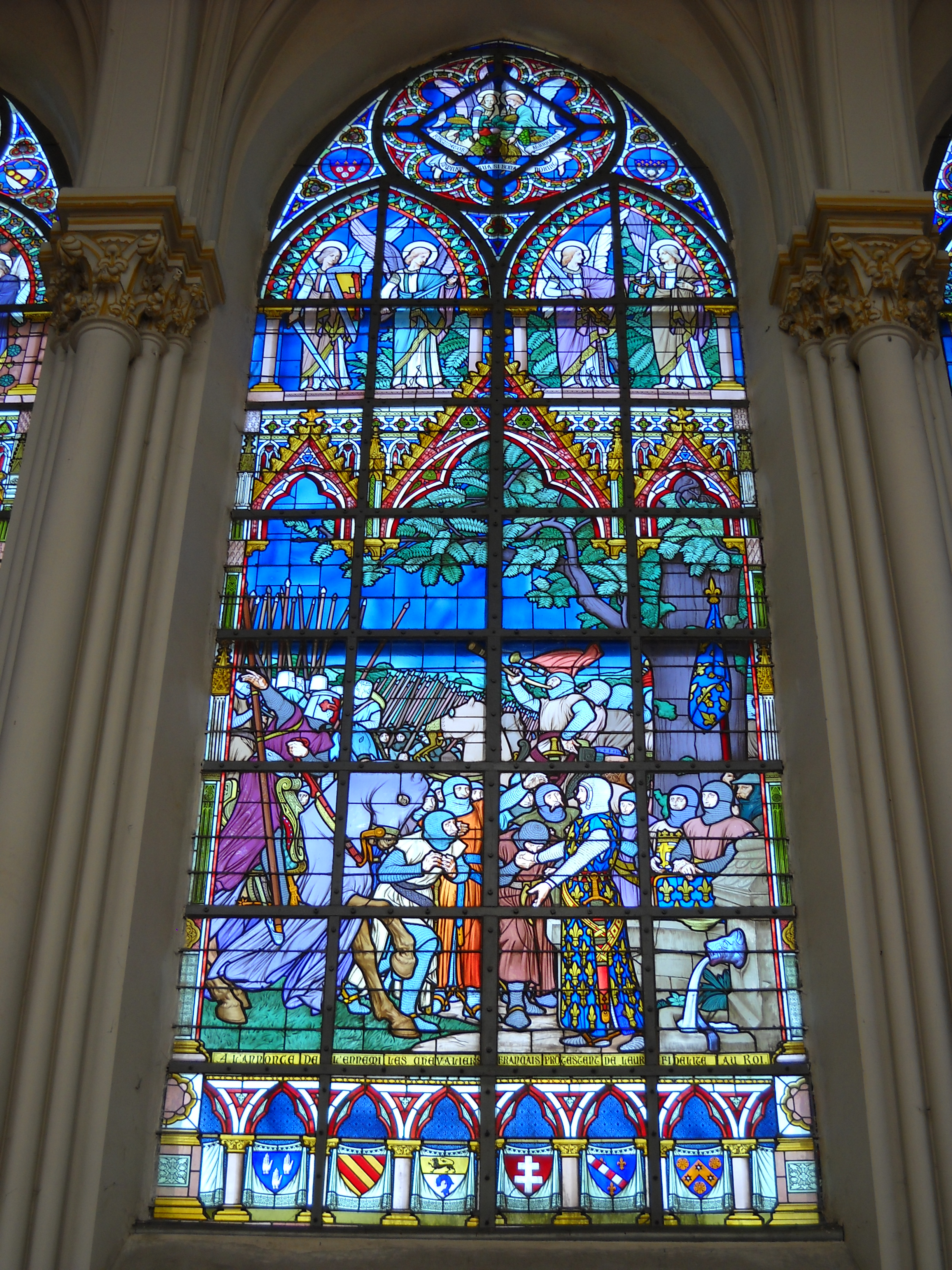
Fenster 3: Die Ritter schwören dem französischen König die Treue
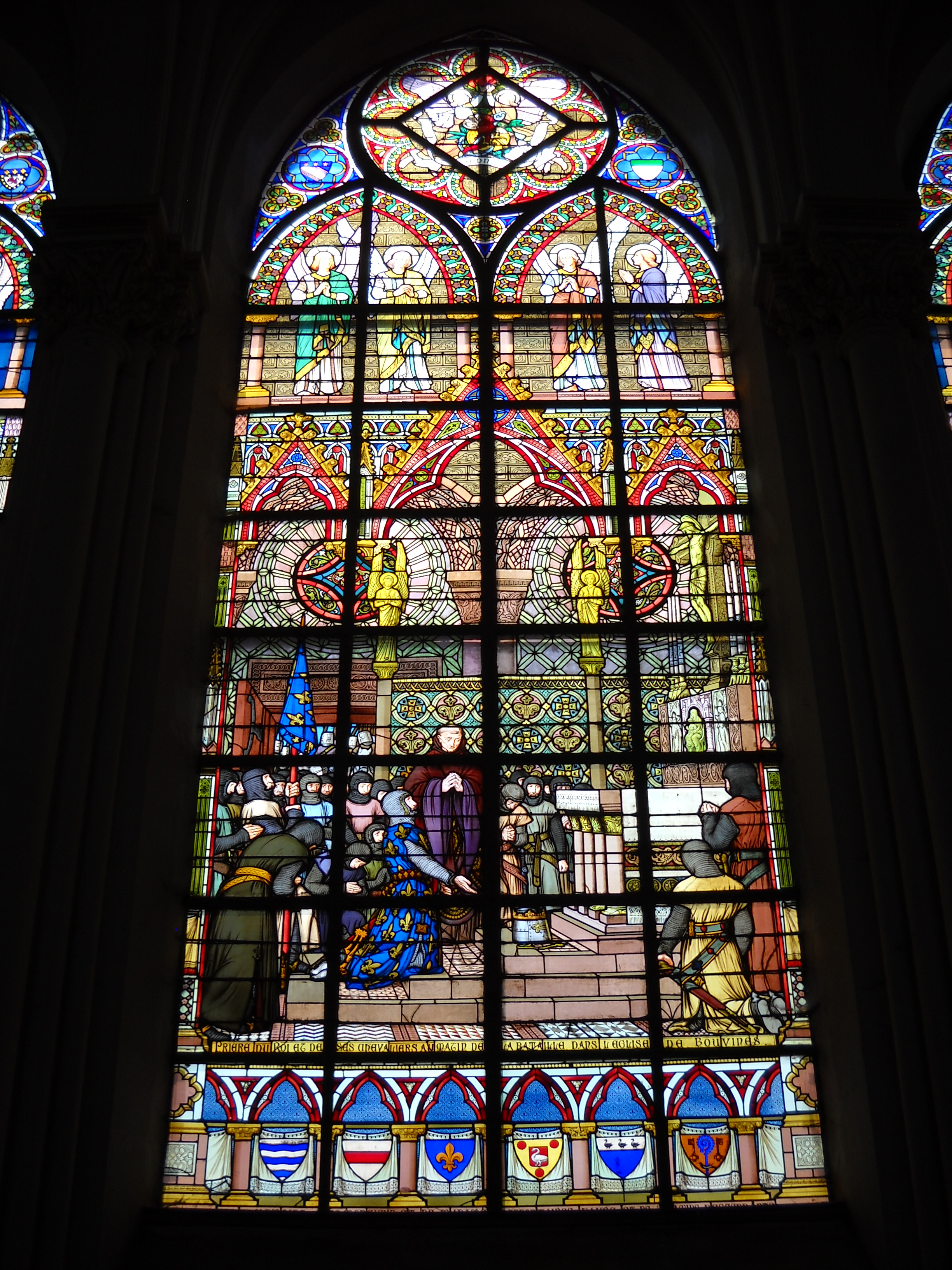
Fenster 4: Der französische König und seine Ritter beten in der Kirche von Bouvines

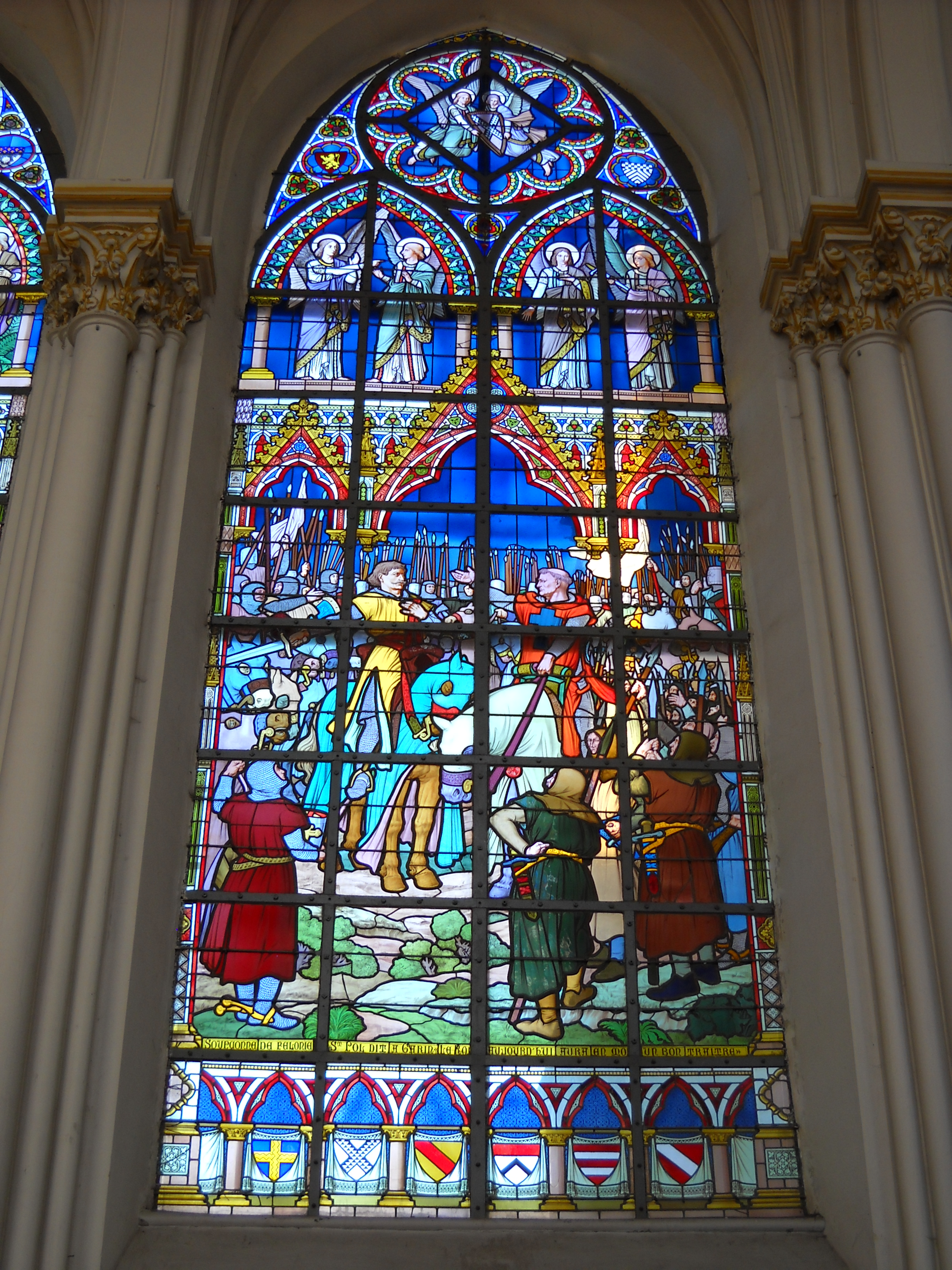
Fenster 5: Walter III. von Châtillon, der der Felonie verdächtigt wird, sagt zum Kanzler Guérin: „Der König wird heute in mir einen guten Verräter haben.“
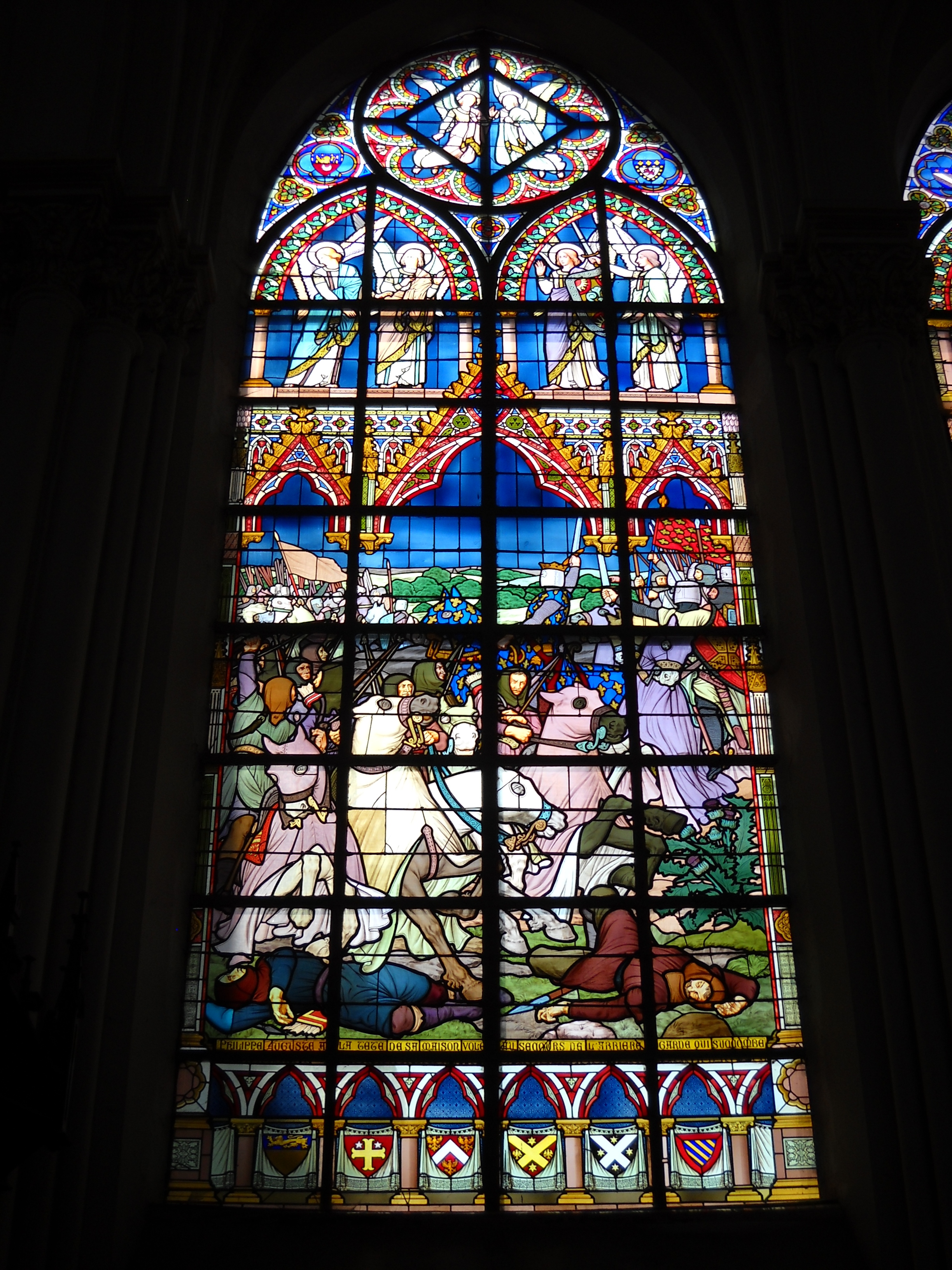
Fenster 6: Philipp II. unterstützt die Nachhut, die vom Feind angegriffen wird
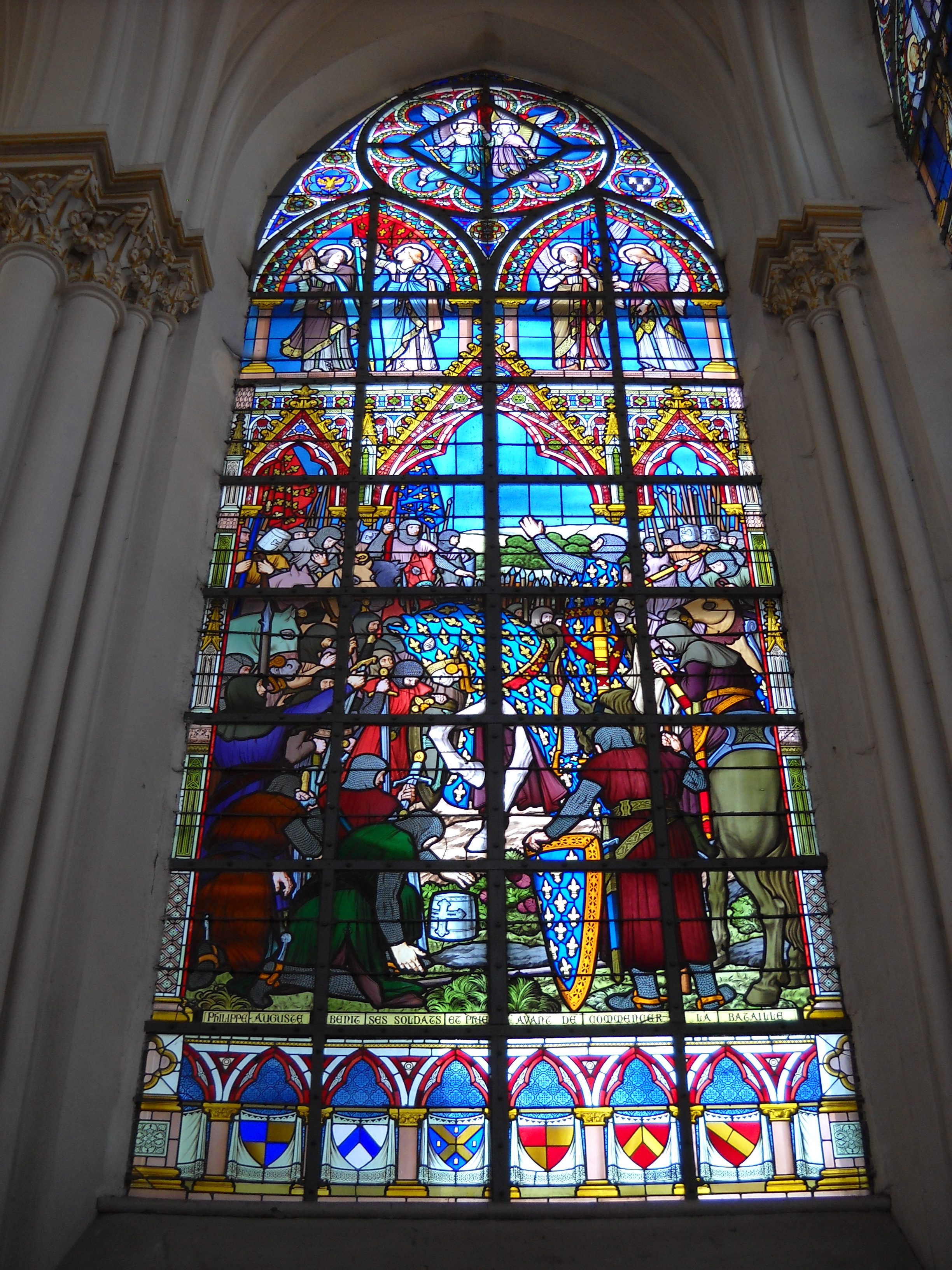
Fenster 7: Philipp II. segnet seine Soldaten vor der Schlacht
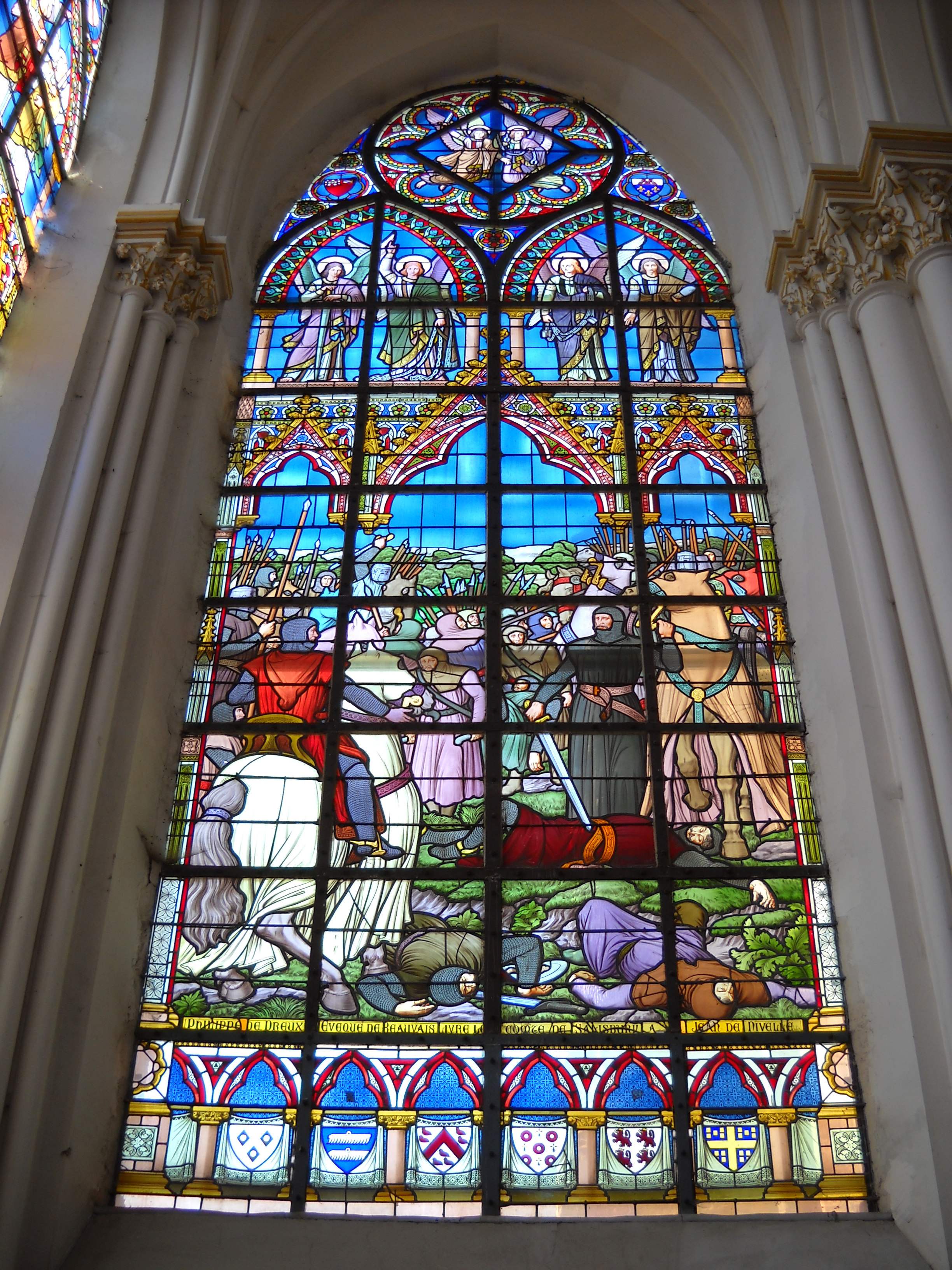
Fenster 8: Der Bischof von Beauvais Philipp von Dreux übergibt den gefangenen William Longespée an Jean de Nivelle

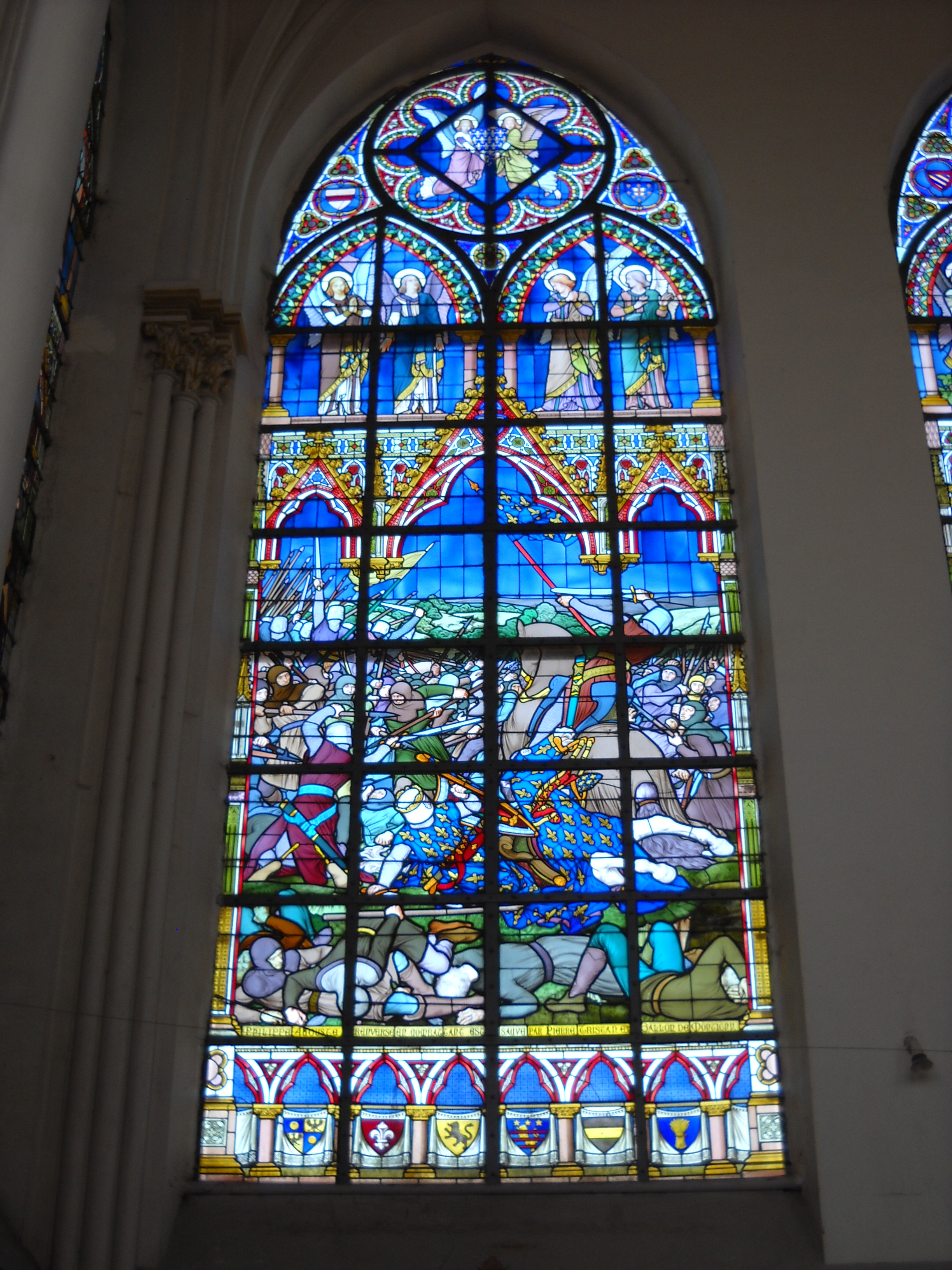
Fenster 9: Philipp II. wird von Pierre Tristan und Gallon de Montigny gerettet, während Guillaume II. des Barres den Feind zurückschlägt
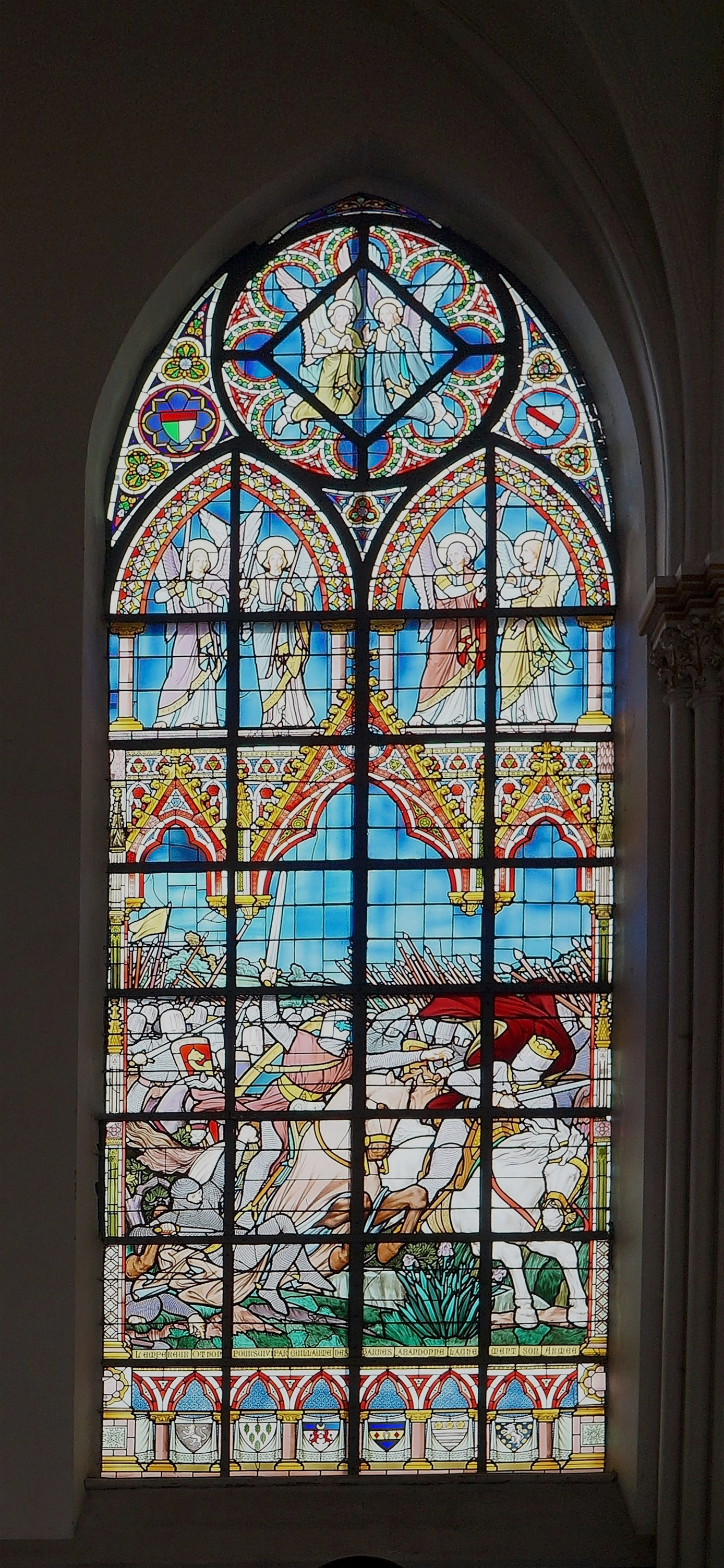
Fenster 10: Der Kaiser Otto IV. flüchtet und wird von Guillaume II. des Barres verfolgt
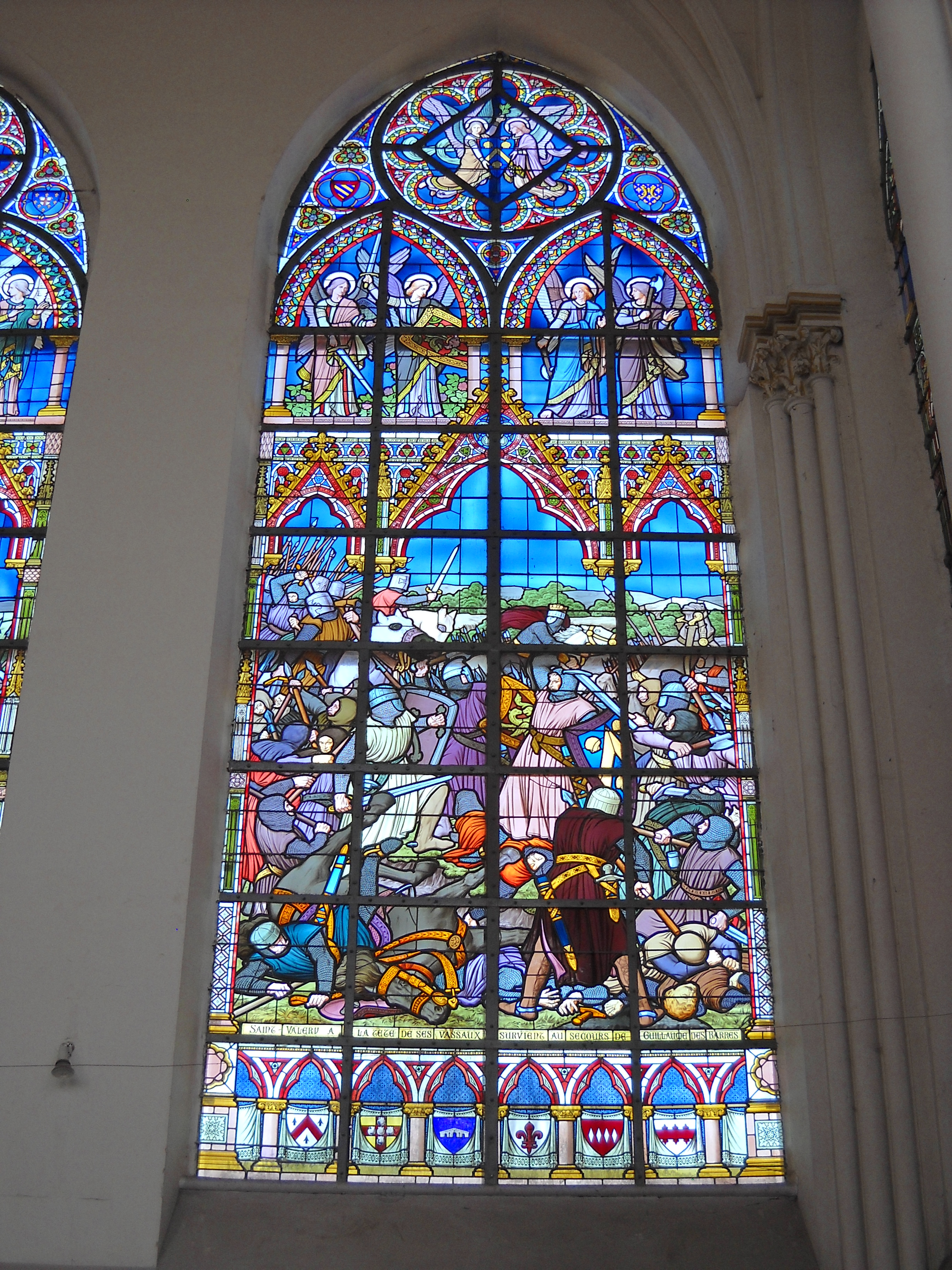
Fenster 11: Saint-Valéry kommt Guillaume II. des Barres zu Hilfe und rettet ihn
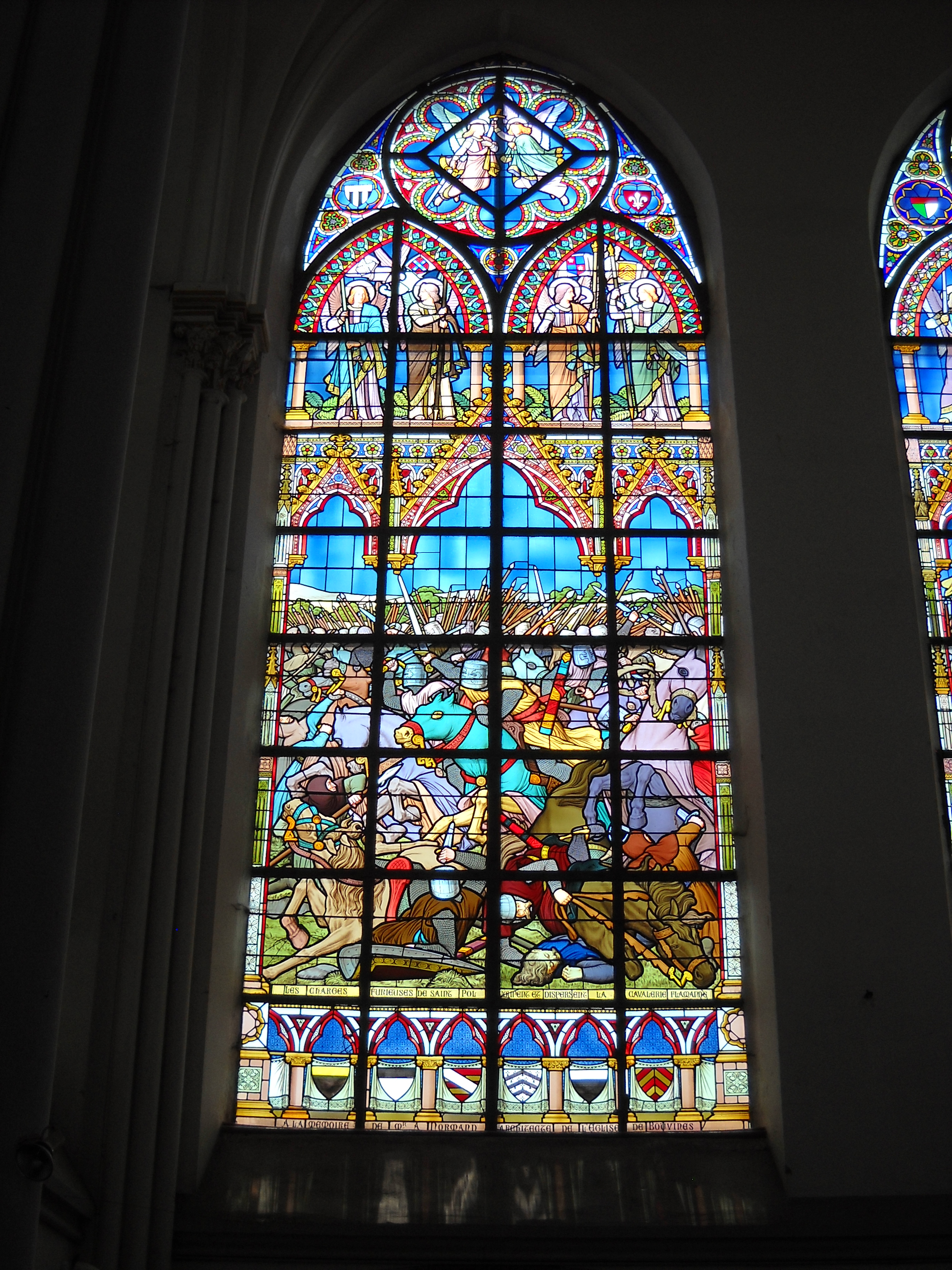
Fenster 12: Die Grafen von Saint-Pol, von Montmorency, von Beaumont und von Melun schlagen die Reiter des Grafen Ferdinand in die Flucht

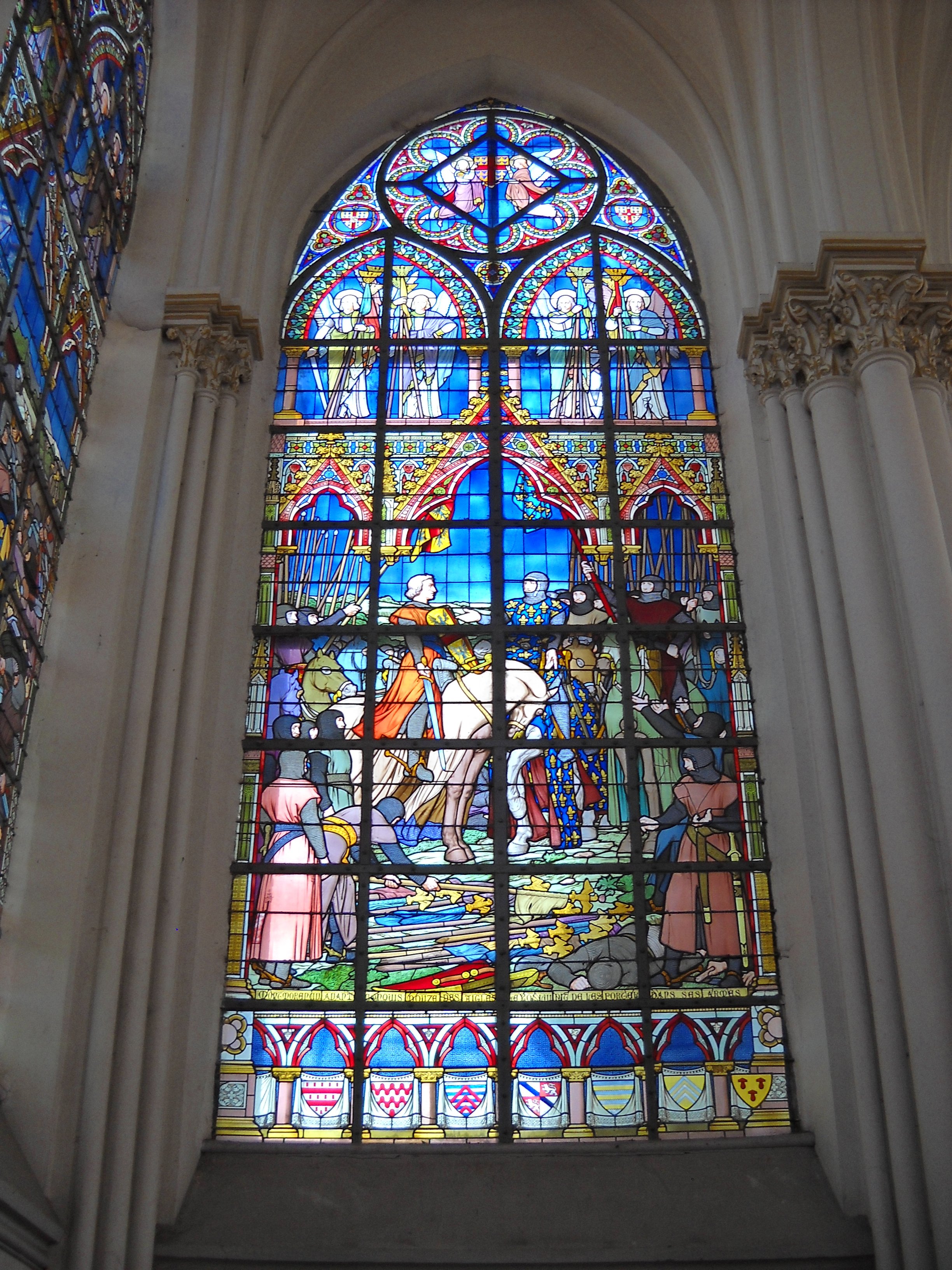
Fenster 13: König Philipp II. bietet dem Grafen von Montmorency an, die Wappen seiner zwölf geschlagenen Feinde zu übernehmen
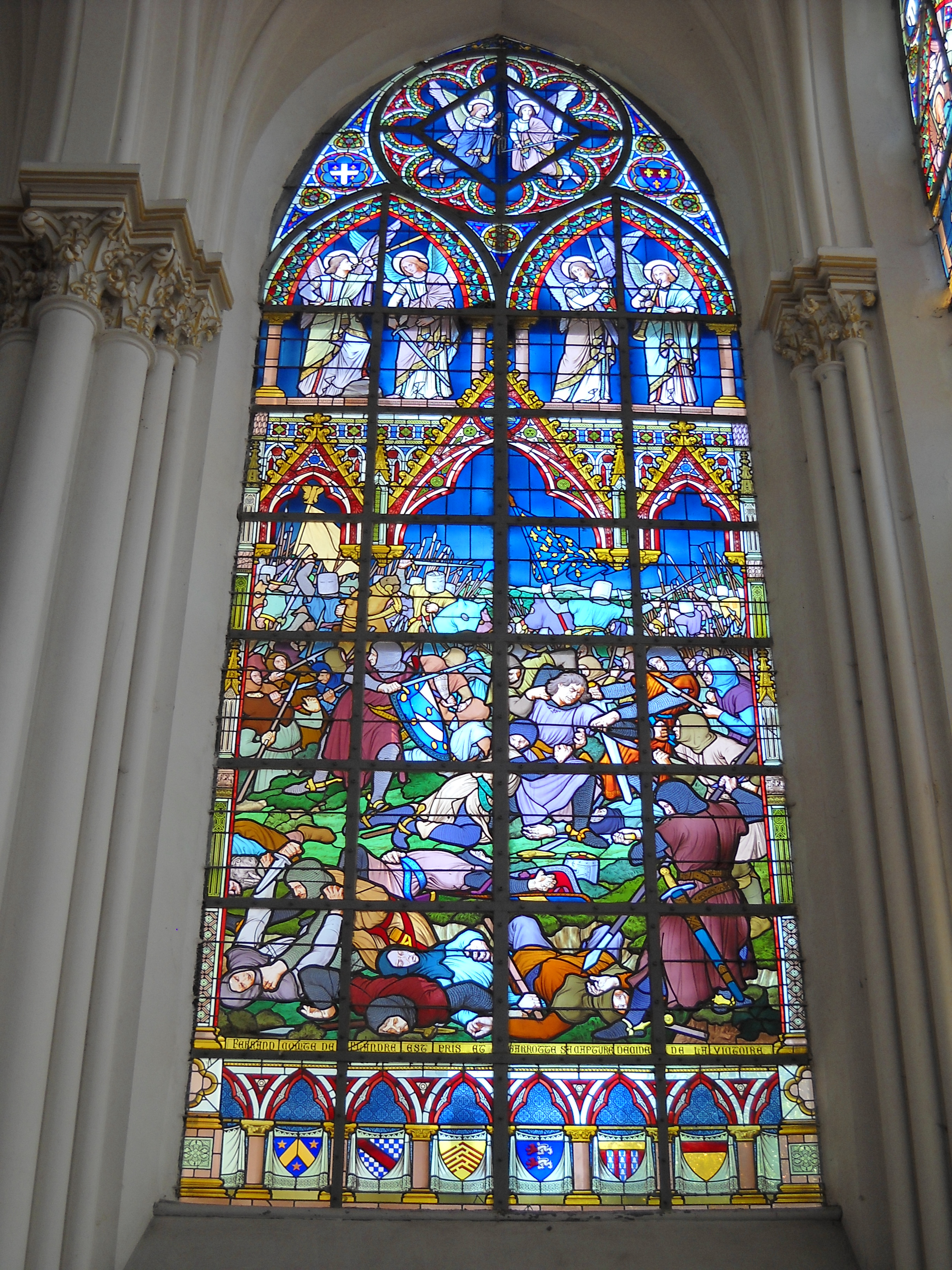
Fenster 14: Die Gefangennahme des Grafen Ferdinand von Flandern
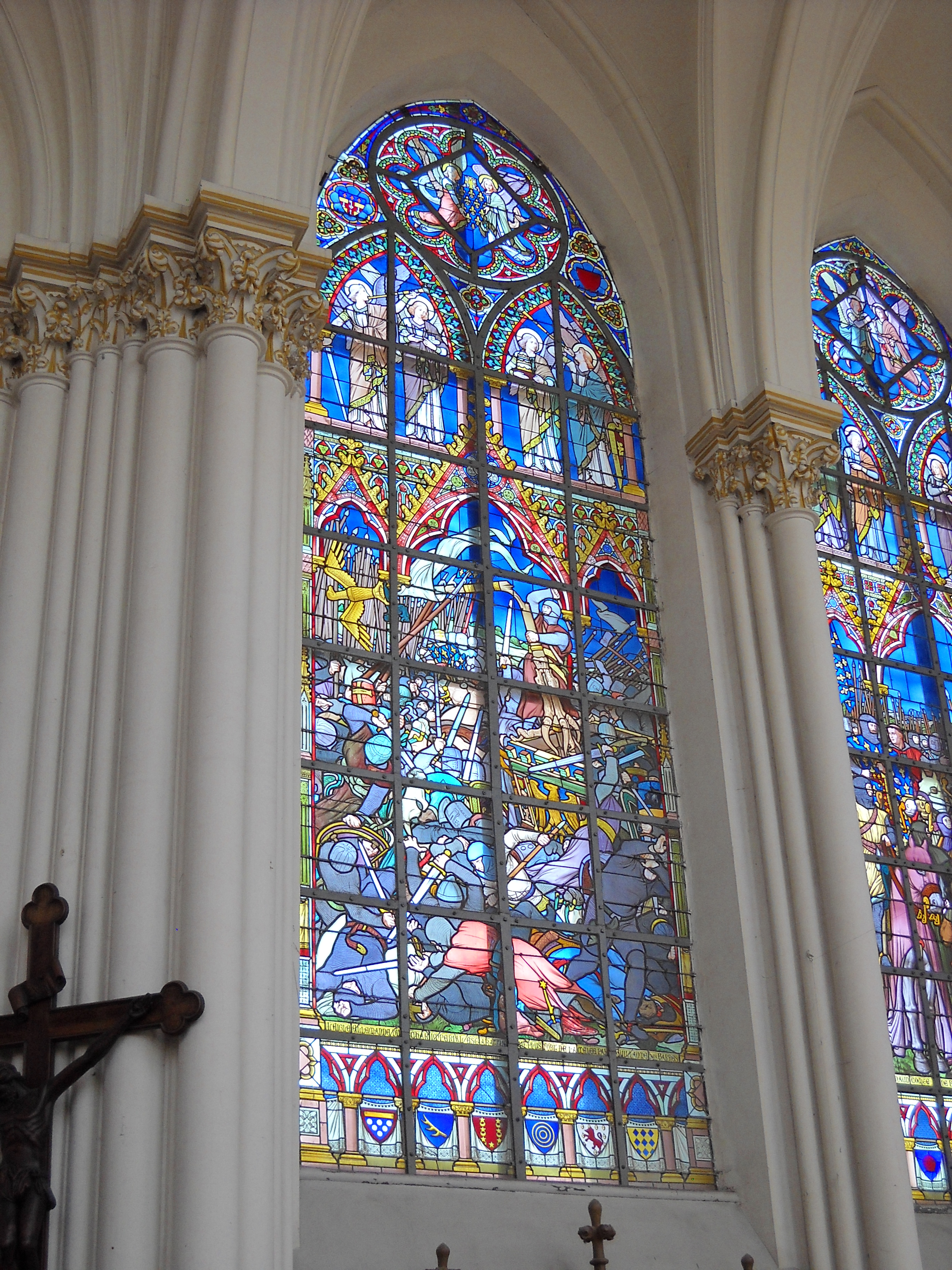
Fenster 15: Guillaume II. des Barres zerschlägt die Fahne des Kaisers
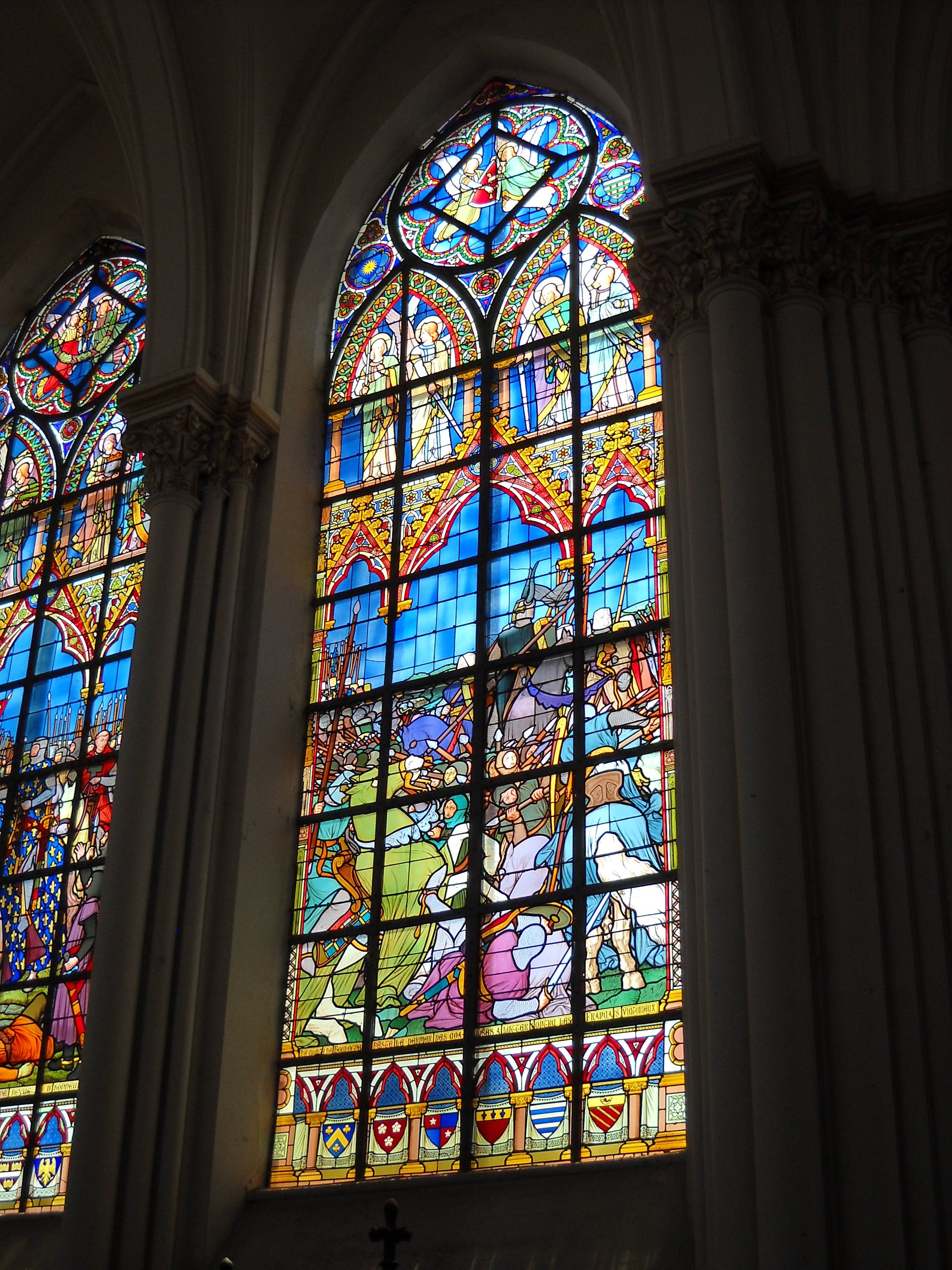
Fenster 16: Rainald I. von Dammartin bleibt der letzte Gegner auf dem Schlachtfeld

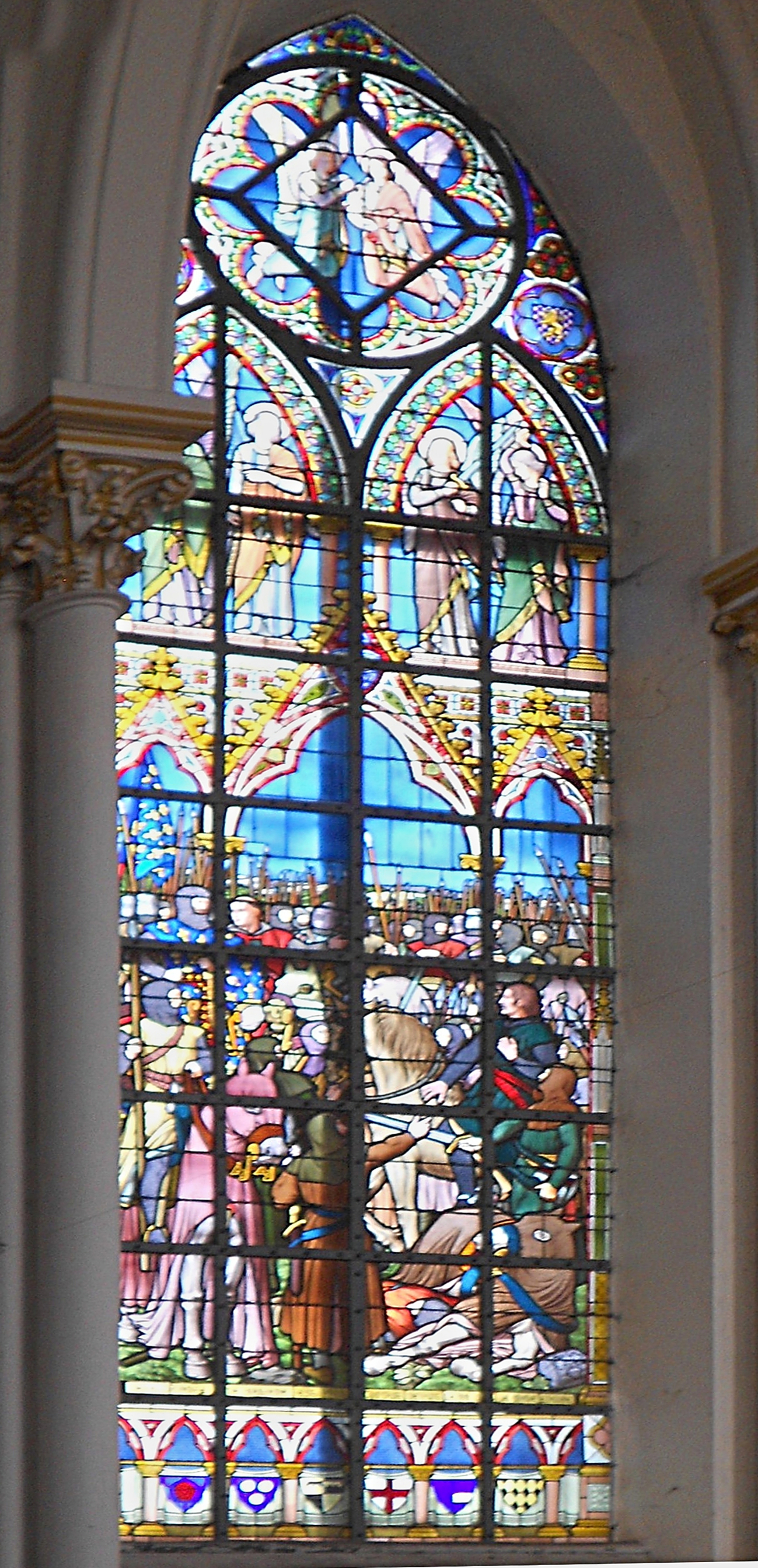
Fenster 17: Rainald I. von Dammartin wird gefangen genommen und zu Philipp II. gebracht
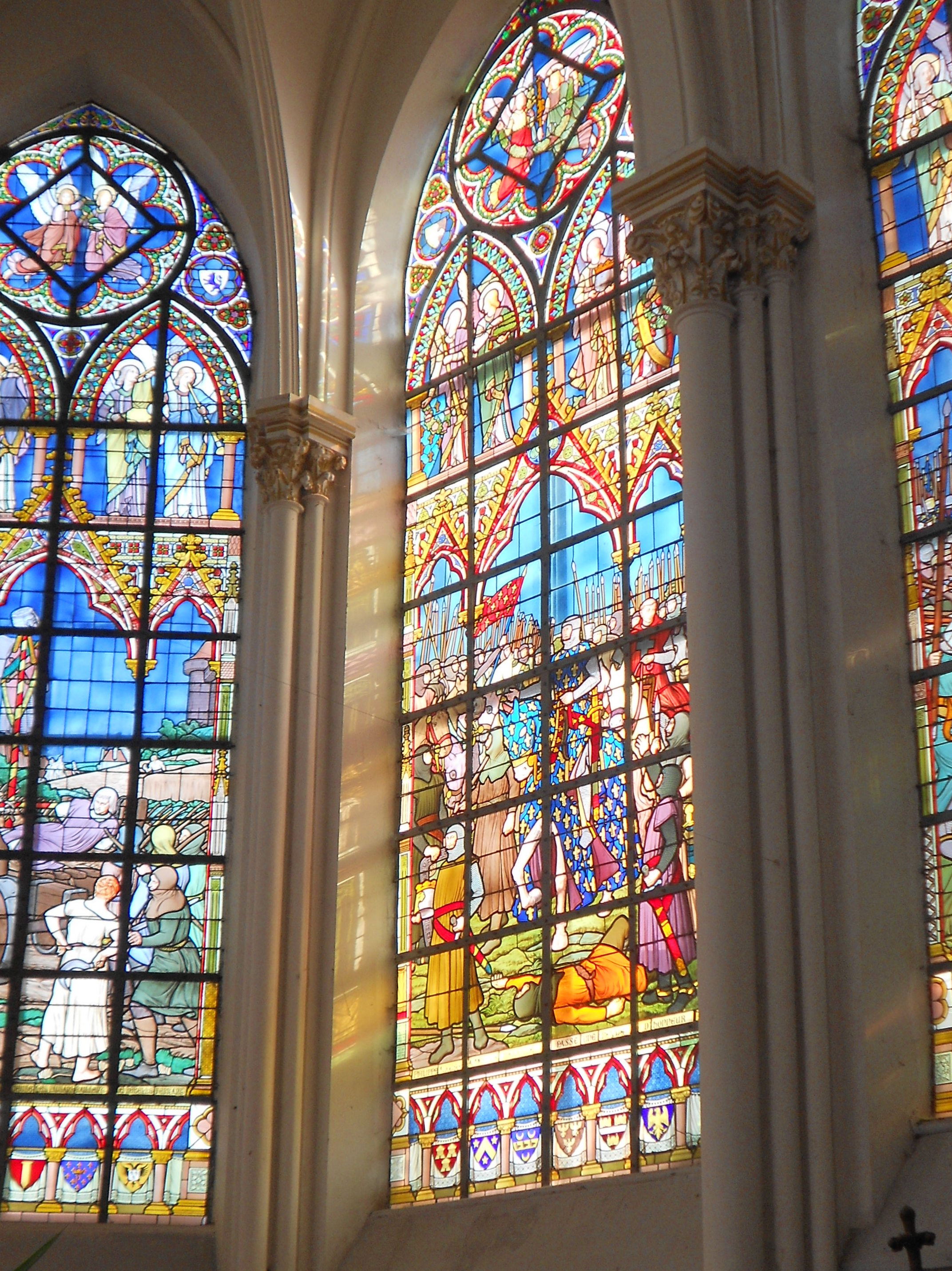
Fenster 18: Philipp II. beglückwünscht seine Mitkämpfer zum Sieg
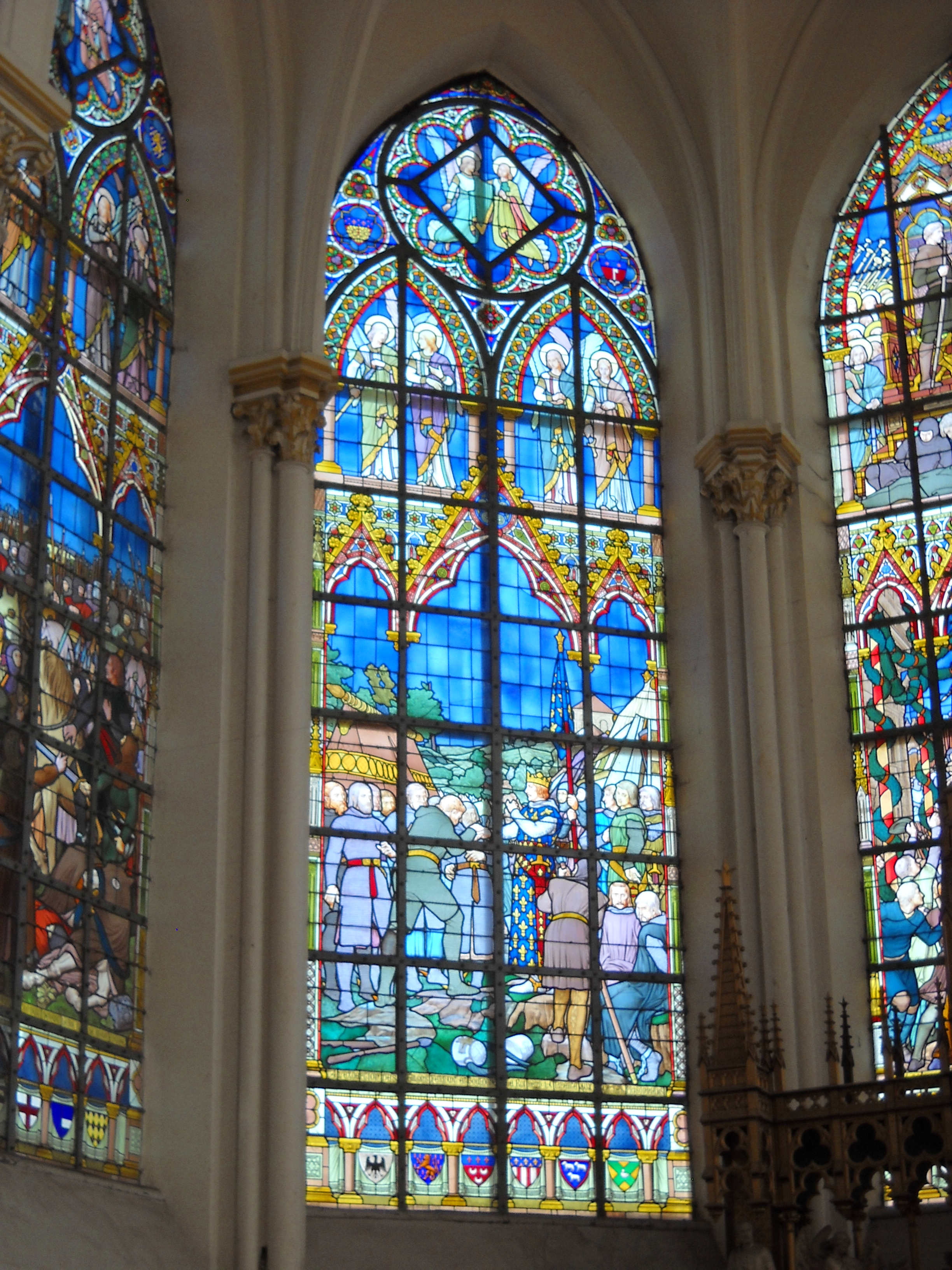
Fenster 19: Philipp II. entlässt alle gefangenen Feinde außer Ferdinand von Flandern und Rainald I. von Dammartin
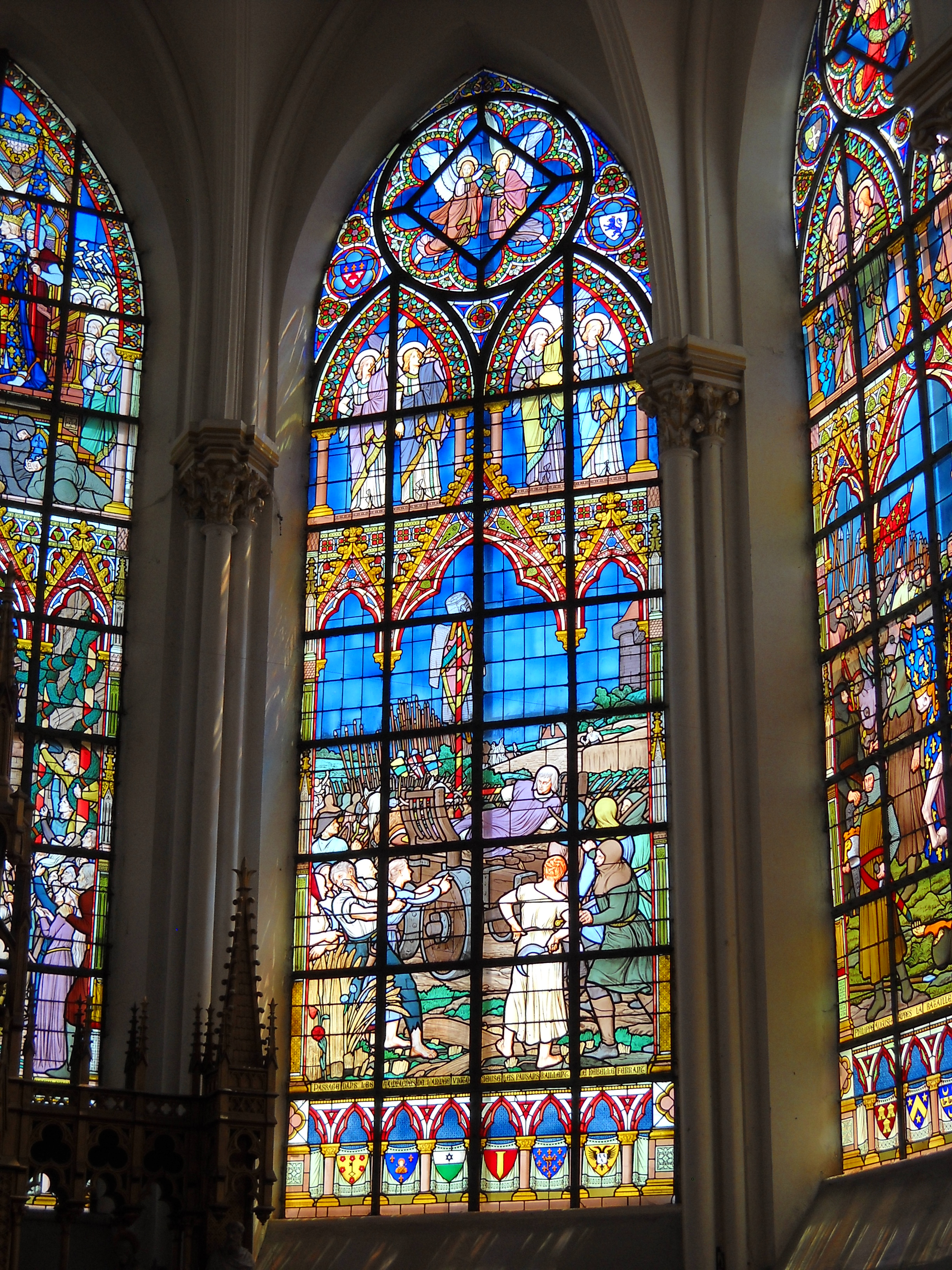
Fenster 20: Durchzug der Sieger, die Bauern machen sich über Ferdinand von Flandern lustig

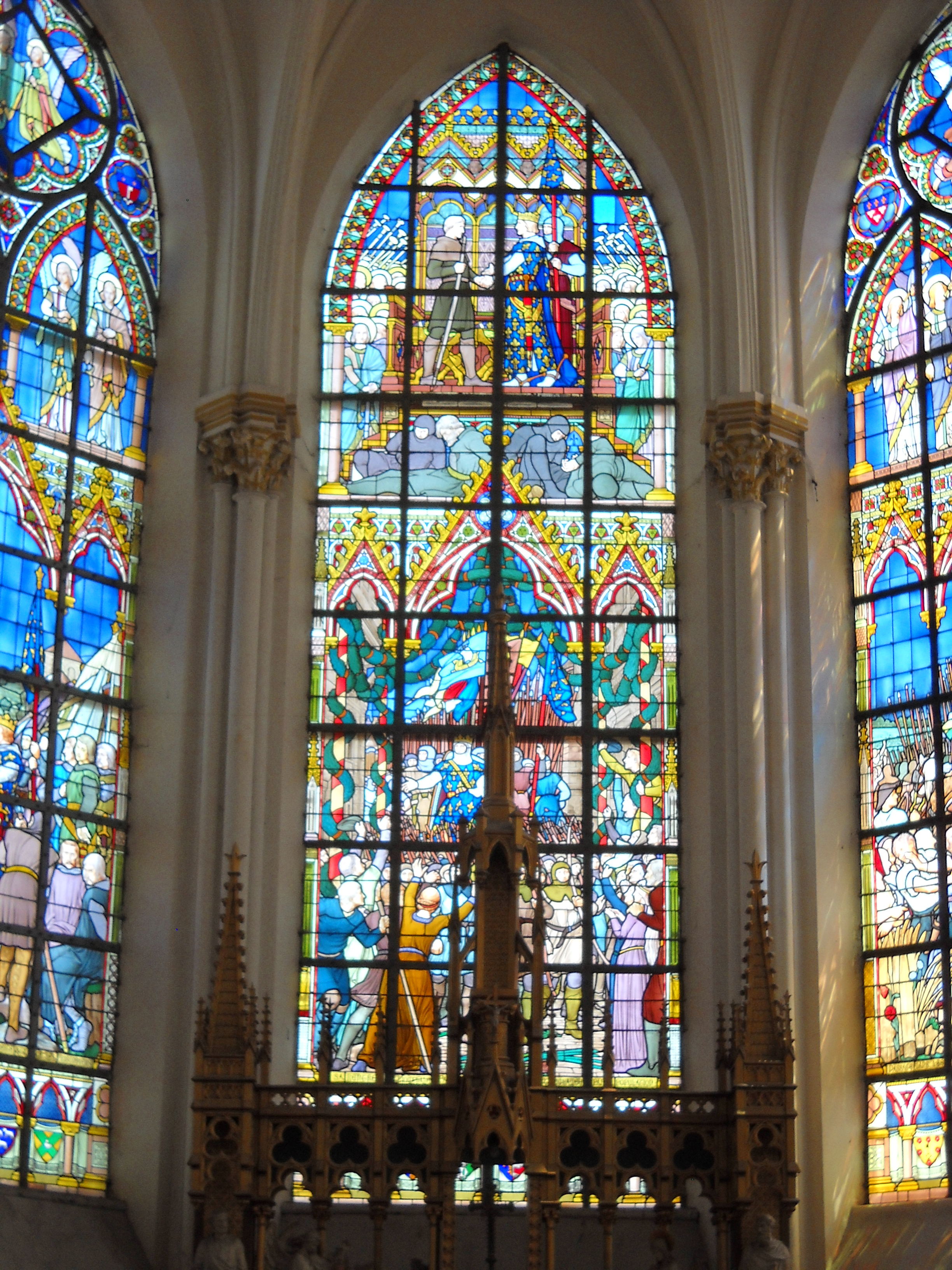
Fenster 21: Die siegreiche Armee zieht in Paris ein und wird vom Volk bejubelt